# Estigmene rickseckeri
Estigmene rickseckeri là một loài bướm đêm thuộc phân họ Arctiinae, họ Erebidae.